# Ottnanger Redlbach
Der Ottnanger Redlbach (auch Redlbach, Redl, Ottnanger Redl) ist ein linker Zufluss der Ager im Hausruckviertel in Oberösterreich.

## Verlauf
Der Redlbach entspringt am Südabhang des Hausruck und fließt zunächst in südlicher bis südöstlicher Richtung durch ein breites Tal. Bei Attnang erreicht er das Agertal und knickt um rund 90° nach Nordosten ab. Er verläuft nun parallel zur Ager, bis er bei Erlau in der Gemeinde Redlham in diese mündet.
Der Redlbach floss früher durch den Ort Redlham und die Ortschaft Fisching in die Ager. Heute wird der Großteil des Wassers vom Redlbach über die Ortschaften Tuffeltsham, Einwarting und Piesing in die Ager geführt. Dieser Teil des Baches waren früher nur kleinste Bacherl aus Einwarting und Landertsham (die Leh) – diese wurden von den Landwirten etwas eingetieft. In Attnang wurde eine Verbindung zum Redlbach (nördlich der Eisenbahn von der Kirche Attnang nach Tuffeltsham) geschaffen.
Der Stegmüllerbach ist früher in den größeren Ottnanger Redlbach geflossen (östl. von Attnang beim Spitzberg) – daher auch die Ortsbezeichnung Redlham, welche heute eigentlich nicht mehr nachvollziehbar wäre.
In Attnang gibt es heute eine verrohrte Verbindung (ca. Bäckerbrunnen, nördlich der Eisenbahn, zum Stegmüllerbach südlich der Eisenbahn) – somit fließt ein Teil der Ottnanger Redlbaches in den Stegmüllerbach südlich der Eisenbahn – der gemeinsame Bach fließt durch Redlham nach Fisching.
In Fisching floss früher der Redlbach (inkl. Stögmüllerbach) in die Ager – gleichzeitig wurde dort Agerwasser für die Brunnlah entnommen, die durch Schwanenstadt fließt und für Wasserkraftnutzung gebraucht wurde. Heute fließt der Stögmüllerbach nicht mehr in die Ager, sondern wird knapp vor der Ager in die Brunnlah geleitet.
Dadurch ergibt sich die Situation, dass sich 2 Bäche überkreuzen.
Mittels einer Stahlbrücke wird die Brunnlah/Stögmüllerbach über die Leh/Redlbach geführt.

## Ökologie
Im Bereich der Ortschaften ist der Redlbach meist begradigt und mit Ufersicherungen versehen, zum Teil ist auch die Sohle befestigt. Außerhalb des Siedlungsgebietes weist er einen naturnäheren Verlauf mit unverbauter Sohle auf. Die landwirtschaftliche Nutzung reicht oft nah an den Bach heran. Abschnittsweise findet sich Uferbegleitgehölz, das hauptsächlich aus Erlen, Eschen und Weiden, im Ortsgebiet von Attnang auch aus Pappeln, Ahornen und Birken besteht.

## Name
Im 13. Jh. wird das Gewässer als Rótel rivulus erstmals schriftlich erwähnt. Wie bei den anderen gleichnamigen vom Südabhang des Hausrucks bzw. Kobernaußerwaldes kommenden Bächen wird der Name „Redl“ auf die rötliche Färbung des Wassers zurückgeführt.